# Stadhouderskade 40-41
Het gebouw Stadhouderskade 40-41 bestaat uit een kapitale villa naar ontwerp van architect Jean Servais aan de Stadhouderskade/Singelgracht, P.C. Hooftstraat en Jan Luijkenstraat te Amsterdam-Zuid, Museumkwartier. In 1879 werd het pand opgeleverd en het ontwerp is door de architect in vergelijkbare vorm ook toegepast bij villa Mezzo Monte in Amersfoort uit 1900.
Het gebouw vormt een dubbele villa en is gebouwd in de eclectische bouwstijl, sterk leunend op het Franse classicisme. Er zijn bouwelementen in neo-classicistische stijl zichtbaar, maar ook in Lodewijk XVI-stijl. Aan de gevel zijn tal van ornamenten toegepast, zoals balkons, lisenen en friezen. Het pand is bijna geheel voorzien van pleisterwerk. Het is tevens een van de weinige panden aan de Stadhouderskade met een voortuin(tje) en een terrein voor de voorgevel. 
Opmerkingen:
- een van de buurpanden kreeg adres Jan Luijkenstraat 2-2a mee en is eveneens een rijksmonument;
- aan de overkant van de Jan Luijkenstraat gaat de Stadhouderskade verder met huisnummer 42, het "oude adres" van het Rijksmuseum Amsterdam.

Oost ·
160 ·
158 ·
157 ·
156 ·
155 ·
151-154 ·
149-150 ·
145-146 ·
142-144 ·
140-141 ·
137-139 ·
135-136 ·
130-134 ·
129 ·
128 ·
125-127 ·
123-124 ·
116-122 ·
115 ·
110-113 ·
100-101 ·
97 ·
95-96 ·
93-94 ·
92 ·
91 ·
89-90 ·
87-88 ·
86 ·
85 ·
84 ·
82-83 ·
78-79 ·
77 ·
Heineken Brouwerij ·
74 ·
72-73 ·
69-70 ·
68 ·
67 ·
65-66 ·
64 ·
62-63 ·
60-60a ·
58-59 ·
56-57 ·
Willemshuis ·
Van Nispenhuis ·
Kapel van Sint Josephs Gezellen-Vereeniging ·
54 ·
52-53 ·
47-49 ·
Carel Willinkplantsoen ·
Polderhuis ·
Ruysdaelkade 2-4 ·
Judith Leysterbrug ·
42 (Rijksmuseum) ·
40-41 ·
31-35 ·
30 ·
29 ·
Park Centraal Amsterdam ·
Stedemaagd (Vondelpark) ·
Byzantium ·
Koepelkerk ·
12 (Marriott) ·
Persilhuis ·
7 ·
5 ·
3 ·
1 ·
West